# Bolesław IV warszawski
Bolesław IV warszawski (ur. ok. 1421, zm. w Opinogórze Górnej, 10 września 1454) – książę warszawski, czerski, nurski, łomżyński, liwski, różański, ciechanowski, wyszogrodzki i zakroczymski w latach 1429–1454 (od 1436 samodzielnie, wcześniej regencja), w latach 1440–1444 formalnie książę podlaski.

## Życiorys
Bolesław IV był drugim pod względem starszeństwa synem Bolesława Januszowica i księżniczki litewsko-ruskiej Anny. Nie musiał zbyt długo czekać na objęcie dziedzictwa, gdyż wobec śmierci w 1427 r. starszego brata Konrada i rok później ojca Bolesława został jedynym następcą dziadka Janusza I Starszego. W celu zabezpieczenia dziedzictwa Bolesławowi Janusz I doprowadził w 1428 r. do złożenia przez szlachtę hołdu 7-letniemu Piastowiczowi, dzięki czemu po śmierci dziadka 8 grudnia 1429 r. przejęcie rządów nastąpiło bezproblemowo. Przejęcie pełni władzy nastąpiło jednak dopiero w 1436 r., wcześniej w imieniu małoletniego syna rządy namiestnicze sprawowała matka Anna.
W polityce zagranicznej Bolesław usiłował początkowo lawirować pomiędzy potężnymi sąsiadami: Polską, zakonem krzyżackim i Litwą. W 1430 r. złożył hołd Władysławowi Jagielle. Do formalnego zadeklarowania się został zmuszony jednak w 1431 r. wobec wybuchu wojny polsko-krzyżackiej. Bolesław zdecydował się wtedy wysłać Polsce oddziały posiłkowe. Pokój w Brześciu Kujawskim jaki zawarto w 1435 r. gwarantował również nienaruszalność granic dzierżaw Bolesława. 31 grudnia 1435 roku podpisał akt tego pokoju.
W kolejnych latach książę mazowiecki zaangażował się w walki stronnictw politycznych w Polsce, związane ze sprawą obsady tronu litewskiego i unii polsko-litewskiej. Bolesław IV poparł zdecydowanie stronnictwo kierowane przez biskupa krakowskiego Zbigniewa z Oleśnicy. Świadectwem poparcia księcia mazowieckiego dla biskupa krakowskiego jest udział w konfederacji zawartej w Nowym Mieście Korczynie w 1438 r. Bolesław odmówił jednak wysłania oddziałów zbrojnych w celu pogromienia opozycji w bitwie pod Grotnikami.
Dwa lata później doszło do konfliktu, który ponownie wciągnął Bolesława. 20 marca 1440 zginął zamordowany przyjazny Polsce wielki książę litewski Zygmunt Kiejstutowicz. Strona polska zareagowała na ten fakt wysłaniem do Wilna Kazimierza Jagiellończyka w charakterze namiestnika Władysława III. Litwini mieli jednak inne plany i wkrótce ogłosili Kazimierza udzielnym księciem litewskim, na co strona polska odpowiedziała poparciem innego kandydata do tronu wielkoksiążęcego – syna Zygmunta, Michała, zwanego popularnie Michajłuszką. Michał żonaty był od ok. 1435 r. z siostrą Bolesława Eufemią. Zmuszony do ucieczki z Litwy znalazł się w 1440 r. na dworze księcia mazowieckiego. Bolesław IV chcąc wykorzystać tę sytuację w 1440 roku zajął zbrojnie Podlasie, mające należeć według wcześniejszych umów, zawartych jeszcze za Władysława Jagiełły i Zygmunta Kiejstutowicza, właśnie do Mazowsza. Litwini, nie chcąc się pogodzić z tym faktem, zagrozili Bolesławowi wojną uważając, że wcześniejsze umowy dotyczące Podlasia straciły moc. Z narastającego konfliktu mazowiecko-litewskiego profity odnosili wyłącznie Polacy mający dodatkowe środki nacisku na magnatów litewskich w sprawach związanych z kontynuacją unii obu krajów.
W 1444 r. wydawało się, że już nic nie odciągnie Mazowsza i Litwy od wojny o Podlasie, ponieważ z rozkazu Kazimierza Jagiellończyka, wykorzystującego zaangażowanie panów polskich w wyprawę przeciwko Turcji, wojewoda wileński Jan Gasztołd zajął Mielnik i Drohiczyn. Polacy zorientowali się wtedy, że nie mogą już przeciągać sprawy i ogłaszając pospolite ruszenie, które miało udać się na pomoc Mazowszu, jednocześnie wysłali swoich przedstawicieli mających doprowadzić do ugody z Litwinami. Do wojny dzięki polskiej mediacji ostatecznie nie doszło. Bolesław IV zdecydował się w 1446 roku zrzec się Podlasia wraz z powiatem węgrowskim za 6 tys. kop groszy praskich.
Śmierć króla Władysława III w bitwie pod Warną spowodowała ponowne otwarcie kwestii sukcesji korony polskiej. Kandydatem  panów polskich był władca litewski, Kazimierz Jagiellończyk, który jednak, pod presją otaczających go magnatów litewskich, odrzucił żądania reaktywowania ścisłej unii obu krajów. Stronnictwo Zbigniewa Oleśnickiego, wobec przedłużającego się bezkrólewia, zdecydowało w końcu o wyborze zastępczego kandydata, który miałby objąć opróżniony tron tylko w wypadku definitywnej odmowy Kazimierza. Ostatecznym terminem decyzji Kazimierza miał być dzień 26 czerwca 1446 r. Wcześniej, 30 marca, odbył się zjazd rady koronnej, na którym rozważano dwie kontrkandydatury: Fryderyka II Hohenzollerna (popieranego przez polski episkopat) oraz Bolesława IV. Ostatecznie, na zjeździe w Piotrkowie Trybunalskim, opowiedziano się za kandydaturą Bolesława, a decydującym argumentem było pochodzenie z dynastii Piastów. Wyboru księcia mazowieckiego nie traktowano jako ostatecznego – miał to być środek skłaniający Kazimierza Jagiellończyka do przyjęcia polskiej korony. Istnieją przypuszczenia, że kandydaturę Bolesława po cichu wspierał również Kazimierz Jagiellończyk, a grę prowadzono, by zneutralizować niebezpieczeństwo objęcia tronu przez Fryderyka popieranego przez stronnictwo niechętne unii z Litwą i Jagiellonom. Ostatecznie Kazimierz zdecydował się na objęcie tronu i 25 czerwca 1447 w obecności pogodzonego z tym faktem Bolesława IV został koronowany w Krakowie na króla Polski. Przy tej okazji Bolesław złożył Kazimierzowi IV hołd lenny.
W 1453 r. Bolesław IV wystąpił ponownie z pretensjami do ziemi podlaskiej. W związku z twardym stanowiskiem króla na zjeździe w Parczewie musiał pogodzić się jednak ze stratą ziem z Drohiczynem.
W polityce wewnętrznej Bolesław IV kontynuował zamysły swojego dziadka Janusza I, dbając o kolonizację na prawie niemieckim. W celu zwiększania możliwości stosowania prawa pisanego polecił przetłumaczyć kodeksy na język polski (Kodeks Świętosławowy).
Bolesław IV warszawski zmarł 10 września 1454 w Opinogórze i został pochowany w kościele św. Jana w Warszawie. Z małżeństwa z córką Aleksandra Włodzimierzowica Barbarą dochował się ośmiu synów (byli to dwaj Bolesławowie i dwaj Januszowie zmarli w młodym wieku, Konrad III Rudy, Kazimierz III, Janusz II i Bolesław V) i dwóch córek (Anna, żona Przemysława II księcia cieszyńskiego oraz Zofia zmarła prawdopodobnie w wieku młodzieńczym).